# Кедър
Кѐдър (Cedrus) е род иглолистни дървета в семейство Борови (Pinaceae). Много близки са до елите, поради еднаква структура на шишарките. Произхождат от планините на западните Хималаи и Средиземноморския регион, на височина 1500 – 3200 метра в Хималаите и 1000 – 2200 метра по Средиземноморието. Кедърът е издръжливо хилядолетно дърво. Има по 30 – 40 игли на снопче.
Има два вида кедър в зависимост от произхода им:
- Хималайски кедър Cedrus deodara, произхождащ от Хималаите.
- Ливански кедър Cedrus libani с произход – Средиземноморието. Много автори разглеждат като отделни видове неговите четири разновидности:
  - Ливански кедър Cedrus libani var. libani
  - Турски кедър Cedrus libani var. stenocoma
  - Кипърски кедър Cedrus libani var. brevifolia или Cedrus brevifolia
  - Атласки кедър Cedrus libani var. atlantica или Cedrus atlantica

## В културата
- Ливански кедър има на знамето и герба на Ливан.
- На кедъра са наречени улици в кварталите „Манастирски ливади“ (Карта) и „Требич“ (Карта) в София.

|  | Тази страница частично или изцяло представлява превод на страницата Cedar в Уикипедия на английски. Оригиналният текст, както и този превод, са защитени от Лиценза „Криейтив Комънс – Признание – Споделяне на споделеното“, а за съдържание, създадено преди юни 2009 година – от Лиценза за свободна документация на ГНУ. Прегледайте историята на редакциите на оригиналната страница, както и на преводната страница, за да видите списъка на съавторите. ВАЖНО: Този шаблон се отнася единствено до авторските права върху съдържанието на статията. Добавянето му не отменя изискването да се посочват конкретни източници на твърденията, които да бъдат благонадеждни. |